# ام‌سلمه قاجار

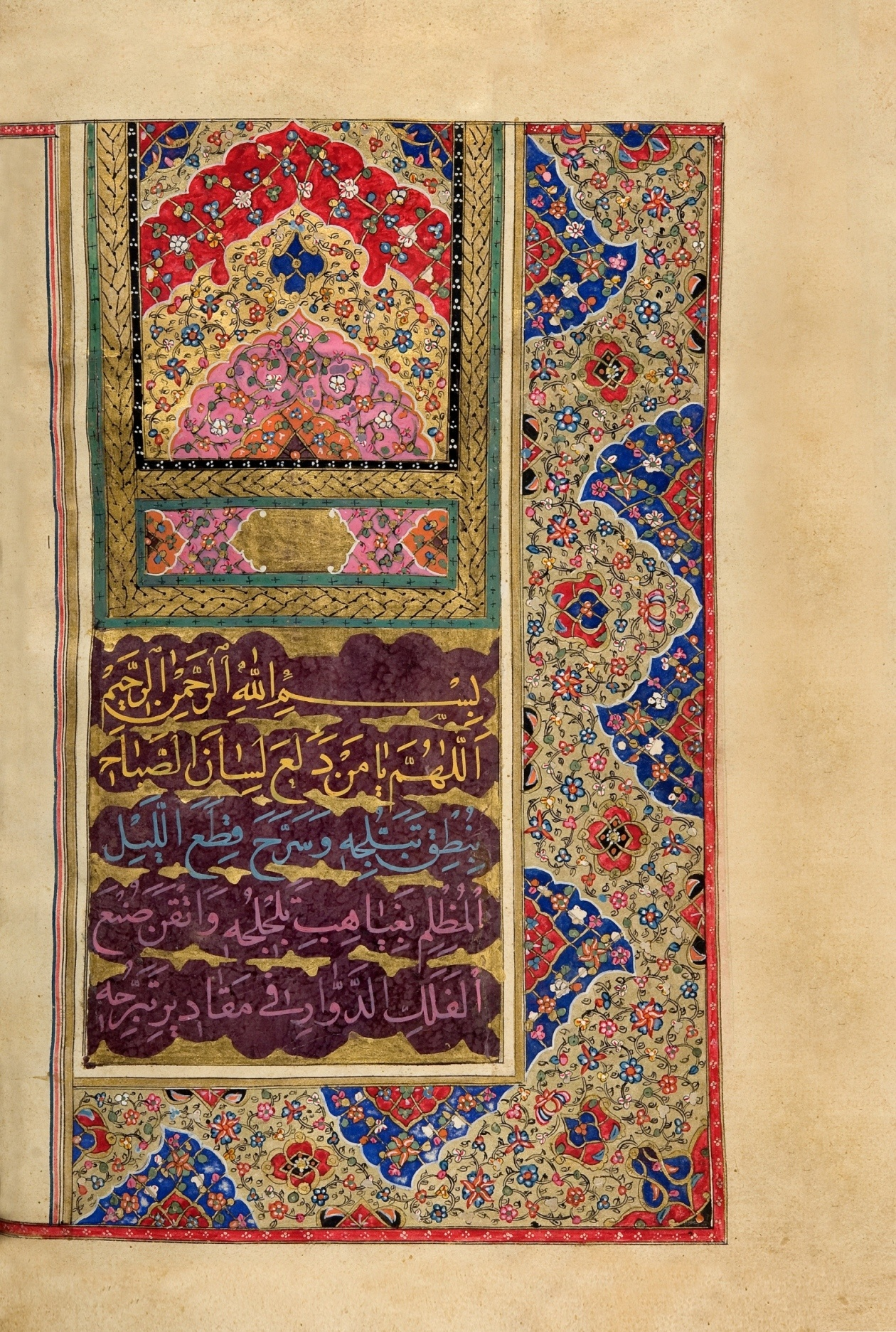
دعای صباح به خط ام سلمه

ام‌سلمه قاجار نامور به گلین خانم که در حدیقه‌الشعرا با نام عصمت قاجار از او یاد شده است از خوش‌نویسان و سرایندگان سدهٔ ۱۳ و ۱۴ قمری است. او از همسر گرجی تبار فتحعلی شاه به نام زیباچهر خانم بود و خواهر تنی محمدعلی میرزا دولتشاه محسوب می‌شد.
استادان ام‌سلمه در خوش‌نویسی عبارت بودند از آقا زین‌العابدین اصفهانی و حاج علی‌آقا فرزند محمدعلی‌خان نظم‌الدوله.
آثا ر به جای مانده از ام‌سلمه:
- یک جلد قرآن به خط نسخ که در سال ۱۳۰۲ هـ. ق تحریر نموده
- گردایهٔ ارزشمندی از دعاها و آیات قرآن.[۱][۲]

## بن‌مایه
1. ↑  «شماره ۳، زنان هنرمند: ام‌سلمه خانم». موسسهٔ مطالعات تاریخ معاصر ایران. بایگانی‌شده از اصلی در ۲۶ آوریل ۲۰۱۴. دریافت‌شده در ۲۵ آوریل ۲۰۱۴.
2. ↑  «دعای صباح به خط ام‌سلمه دختر فتحعلی شاه». دنیای زنان در عصر قاجار.